# 永靈縣
永靈縣（越南语：／）是越南广治省下辖的一个县。面积620平方千米，2019年总人口87451人。

## 地理
永灵县东临南海，西北接丽水县，西接向化县，南接由灵县。

## 历史
阮朝时，永灵县为广治省明灵县。咸宜元年（1885年），避咸宜帝讳，改名昭灵县。成泰元年（1889年），避成泰帝讳，改名永灵县。维新四年（1910年），永灵县升格为永灵府。
1948年3月25日，北越政府改州为县，永灵府复名永灵县。
1954年，越南南北分治，17纬线横穿永灵县，永灵县大部分地区位于线北，与位于线南的广治省主体分离。越南民主共和国将永灵县划为永灵区域，又称永灵区和永灵特区，由中央政府直接管辖。
1976年，越南正式统一。永灵区域与广平省、广治省、承天省合并为平治天省，永灵区域恢复为永灵县。
1977年3月11日，永灵县和甘露县、由灵县合并为𤅶海县；向立社划归向化县管辖。
1986年6月13日，胡舍市镇更名为永灵市镇；永隆社、永南社和永和社3社部分区域划归永灵市镇管辖。
1989年6月30日，平治天省重新分设为广治省、广平省和承天顺化省；𤅶海县划归广治省管辖。
1990年3月23日，𤅶海县分设为永灵县和由灵县；永灵县下辖永灵市镇、永山社、永水社、永林社、永隆社、永城社、永执社、永南社、永中社、永秀社、永金社、永石社、永和社、永贤社、永新社、永江社、永泰社、永光社、永乌社、永河社、永溪社1市镇20社。
1994年8月1日，永溪社析置𤅶官市镇，永灵市镇更名为胡舍市镇。
2004年10月1日，以永光社昏果岛析置昏果岛县。
2009年8月24日，永石社部分区域划归永光社管辖，永光社改制为从门市镇。
2019年12月17日，永新社并入从门市镇，永石社和永金社合并为金石社，永中社和永南社合并为中南社，永贤社和永城社合并为贤城社。

## 行政区划
永灵县下辖3市镇15社，县莅胡舍市镇。
- 胡舍市镇（Thị trấn Hồ Xá）
- 𤅶官市镇（Thị trấn Bến Quan）
- 从门市镇（Thị trấn Cửa Tùng）
- 贤城社（Xã Hiền Thành）
- 金石社（Xã Kim Thạch）
- 中南社（Xã Trung Nam）
- 永执社（Xã Vĩnh Chấp）
- 永江社（Xã Vĩnh Giang）
- 永河社（Xã Vĩnh Hà）
- 永和社（Xã Vĩnh Hòa）
- 永溪社（Xã Vĩnh Khê）
- 永林社（Xã Vĩnh Lâm）
- 永隆社（Xã Vĩnh Long）
- 永乌社（Xã Vĩnh Ô）
- 永山社（Xã Vĩnh Sơn）
- 永泰社（Xã Vĩnh Thái）
- 永水社（Xã Vĩnh Thủy）
- 永秀社（Xã Vĩnh Tú）